# Pringgarata District
Pringgarata District (indonesiska: Kecamatan Pringgarata) är ett distrikt i Indonesien.   Det ligger i provinsen Nusa Tenggara Barat, i den sydvästra delen av landet, 1 100 km öster om huvudstaden Jakarta. Pringgarata District ligger på ön Lombok Island.